# Hal Robson-Kanu
Thomas Henry Alex „Hal“ Robson-Kanu (* 21. Mai 1989 in London) ist ein ehemaliger walisischer Fußballspieler. Der Stürmer stand zuletzt bei West Bromwich Albion unter Vertrag. Er spielte zudem in der walisischen Nationalmannschaft.

## Karriere

### Vereine
Geboren und aufgewachsen in England, begann der Sohn eines nigerianischen Vaters und einer englischen Mutter mit walisischen Wurzeln seine Karriere in den Jugendteams des FC Arsenal. Mit 15 Jahren schloss er sich dem FC Reading an. Bis auf zwei kurzfristige Ausleihen zu Southend United und Swindon Town spielte Robson-Kanu ausschließlich für den FC Reading. In der Saison 2011/12 stieg er mit dem Verein als Zweitligameister in die Premier League auf. In seiner ersten Erstligasaison erzielte er sieben Tore; am Saisonende stieg der FC Reading wieder ab. 2013/14 verpasste er mit dem FC Reading als Siebter knapp die Aufstiegs-Playoffs, 2014/15 und 2015/16 landete der FC Reading dann im unteren Tabellendrittel. Sein Vertrag beim FC Reading lief bis Saisonende 2015/16.

### Nationalmannschaft
Robson-Kanu entschloss sich 2010, für die walisische Nationalmannschaft zu spielen, da seine Großmutter Waliserin ist.
Sein erstes Länderspiel bestritt er am 23. Mai 2010 beim Freundschaftsspiel gegen Kroatien, als er in der 71. Minute für Robert Earnshaw eingewechselt wurde. War er in der erfolglos verlaufenen Qualifikation für die EM 2012 nur zu zwei Kurzeinsätzen gekommen, so waren es in der ebenfalls erfolglosen Qualifikationen für die WM 2014 schon acht Einsätze. Dabei erzielte er am 22. März 2013 gegen Schottland sein erstes Länderspieltor zum 2:1-Sieg.
Bei der erfolgreichen Qualifikationen für die EM 2016 fehlte er nur im ersten Qualifikationsspiel gegen Andorra. Beim 2:1-Sieg im dritten Qualifikationsspiel gegen Zypern, das die Waliser in Unterzahl beendeten, erzielte Robson-Kanu mit seinem zweiten Länderspieltor den Treffer zum 2:0; in der Schlussphase wurde er für Jake Taylor eingewechselt.
Bei der Fußball-Europameisterschaft 2016 in Frankreich stand er im walisischen Aufgebot. Im Auftaktspiel gegen die Slowakei wurde er in der 71. Minute eingewechselt und erzielte zehn Minuten später mit seinem dritten Länderspieltor das 2:1. Robson-Kanu machte damit den ersten Sieg im ersten EM-Spiel der Waliser überhaupt perfekt. Im zweiten Spiel gegen England (1:2) wurde er nach 72 Minuten ausgewechselt. Beim 3:1-Sieg im Viertelfinale gegen Belgien stand er in der Startelf und erzielte das Tor zum 2:1. Im mit 0:2 verlorenen Halbfinale gegen Portugal wurde er nach 63 Minuten ausgewechselt.
In seinen 44 Länderspielen spielte er nur fünfmal über die komplette Spieldauer. Im August 2018 erklärte er seinen Rücktritt aus dem Nationalteam. Im August 2020 wurde er für die ersten beiden Spiele in der UEFA Nations League 2020/21/Liga B wieder nominiert.

## Erfolge
- Zweitligameister 2011/12